# کامندادور گومس
کامندادور گومس (به پرتغالی: Comendador Gomes) یک منطقهٔ مسکونی در برزیل است که در میناز ژرایس واقع شده‌است. کامندادور گومس ۱٬۰۴۱٫۰۵ کیلومتر مربع مساحت و ۳٬۱۲۰ نفر جمعیت دارد.